# E. B. White
Elwyn Brooks White známý především jako E. B. White (11. července 1899, Mount Vernon, New York, USA – 1. října 1985 Brooklin, Maine) byl americký spisovatel, jenž proslul především jako autor knih pro děti. 
Nejznámější je Šarlotina pavučinka z roku 1952 a Velká dobrodružství myšáka Stuarta Littlea z roku 1945. Byl též redaktorem časopisu The New Yorker, pro nějž pracoval šest desetiletí a psal tam zejména eseje. V letech 1938 až 1943 měl vlastní sloupek též v Harper's Magazine (tyto texty vyšly souborně pod názvem One Man's Meat). V roce 1963 obdržel Prezidentskou medaili svobody a v roce 1978 zvláštní Pulitzerovu cenu.